# Kapljevina
Kapljevína (oznaka L) je snov v takšnem agregatnem stanju, v katerem zavzame obliko posode, pri čemer pa ohranja stalno prostornino in tvori gladino. Zaradi površinske napetosti kapljevine tvorijo kapljice. Kapljevine skupaj s plini uvrščamo med tekočine. Gostota kapljevin je pri navadnih pogojih istega velikostnega reda kot gostota trdnin, a veliko večja od gostote plinov. Stisljivost kapljevin je istega velikostnega reda kot pri trdninah ter veliko manjša od stisljivosti plinov.
Delci kapljevine (molekule ali gruče molekul) se znotraj prostornine, ki jo kapljevina zavzema, gibljejo razmeroma prosto. Na gladini uhajanje kapljevinskih delcev omejuje medsebojna privlačnost delcev. Medsebojna privlačnost delcev je vzrok za pojav površinske napetosti.
Kapljevina v stiku s plinom hlapi, dokler se v plinu ne vzpostavi ravnotežni delni tlak hlapov (pare). Kapljevina ne more trajno obstajati v vakuumu. Hlapenju nasprotni pojav je kondenzacija. Te pojave prehajanja snovi iz kapljevite plinasto obliko ali obratno opazujemo v naravi kot: sušenje, nastajanje meglice nad vodno gladino, »padanje« rose ...
Pri segrevanju kapljevina lahko doseže vrelišče. Uparevanje (uparjanje) se v tem primeru imenuje vrenje, za katerega je značilno, da para nastaja tudi znotraj prostornine, ki jo zavzema kapljevina, v obliki mehurčkov.